# Chrysomyxa reticulata
Chrysomyxa reticulata är en svampart som beskrevs av P.E. Crane 2001. Chrysomyxa reticulata ingår i släktet Chrysomyxa och familjen Coleosporiaceae.   Inga underarter finns listade i Catalogue of Life.